# Commission électorale nationale indépendante (Guinée)
Pour les articles homonymes, voir Commission électorale nationale indépendante.
La Commission électorale nationale indépendante (CENI) est une organisation mise en place en octobre 2007 pour organiser les élections en Guinée. Son siège est situé à Conakry.
Après le Coup d'Etat du 5 septembre 2021, le CNRD, dans le décret  Décret D/2021/0261/PRG/CNRD/SGG du 30 décembre 2021 portant attributions et organisation du ministère de l'Administration du Territoire et de la Décentralisation, transfère les compétences de la CENI au Ministère de l'Administration du Territoire et de la Décentralisation. 

## Rôle
La CENI joue le rôle de gardienne pour la transparence électorale. Elle a l'obligation morale de veiller au respect des lois et/ou des procédures électorales. Les résultats qu'elle proclame peuvent être contestés auprès de la Cour Suprême qui juge en dernière instance.

## Composition
Elle est constituée de 25 commissaires :
- 10 désignés par les partis politiques de la majorité présidentielle,
- 10 désignés par les partis politiques de l’opposition,
- 3 désignés par les organisations de la société civile,
- 2 désignés par l’administration.

## Liste des présidents depuis 2007
| Année                              | Portrait | Prénom, Nom           | Structure d'origine | Nationalité |
| ---------------------------------- | -------- | --------------------- | ------------------- | ----------- |
| Décembre 2008 au 14 septembre 2010 |          | Ben Sékou Sylla       | CNOCSG              | Guinéen     |
| 19 octobre 2010 au 3 août 2011     |          | Siaka Toumani Sangaré | OIF                 | Malien      |
| 3 août 2011 au 5 septembre 2012    |          | Lounceny Camara       |                     | Guinéen     |
| 5 Novembre 2012 au 7 juillet 2017  |          | Bakary Fofana         | CNOCSG              | Guinéen     |
| 7 juillet 2018 au 17 avril 2020    |          | Amadou Salif Kébé     | CNOCSG              | Guinéen     |
| 26 mai 2020 à nos jours            |          | Kabinet Cissé         | CNOCSG              | Guinéen     |